# Мюррей Ли Эйланд
Мюррей Ли Эйланд-младший (англ. Murray Lee Eiland Jr.; род. 9 сентября 1936 г, Тафт, Калифорния, США) — американский писатель, ученый и исследователь, специализирующийся на древних восточных коврах. Он является автором более 20 книг, в которых особое внимание уделяется изучению ковров из Аравийского полуострова, Китая, Ирана, Туркестана и Кавказского региона. Эйланд-младший также является одним из авторов Британской энциклопедии.
Его книга под названием «Восточные ковры: полное руководство» (1998), написанная совместно с Мюрреем Ли Эйландом III-им, документирует и описывает традиционные методы, дизайн и материалы, используемые в коврах XIX-го и XX-го веков на Ближнем и Дальнем Востоке.

## Ранняя жизнь, образование и карьера
Эйланд родился 9 сентября 1936 года в Тафте, штате Калифорния.  С 1954 по 1957 год он учился в Калифорнийском университете в Лос-Анджелесе (UCLA). Затем в 1958 году он поступил в Калифорнийский университет в Беркли (UC Berkeley). В 1961 году он получил степень доктора медицины в Калифорнийском университете в Сан-Франциско (UCSF). С 1974 года он был президентом Oriental Rug Co., Inc. С 1965 по 2000 год он работал в государственной больнице Напа, а затем в клинике психического здоровья округа Контра Коста с 2000 по 2011 год. Эйланд является полноправным членом Американской психиатрической ассоциации, Калифорнийской медицинской ассоциации, Психиатрической ассоциации Северной Калифорнии и общества Phi Beta Kappa.

### Избранные работы
- Эйланд, Мюррей Ли-младший. Oriental Rugs: A Comprehensive Guide. — 1. — Бостон, Массачусетс : New York Graphic Society, 1973. — ISBN 978-0-8212-0643-0.[5][6]
- Эйланд, Мюррей Ли-младший. Oriental Rugs: A Comprehensive Guide. — 2. — Бостон, Массачусетс : New York Graphic Society, 1976. — ISBN 978-0821206430.
- Эйланд, Мюррей Ли-младший. Chinese and Exotic Rugs. — 1. — Бостон, Массачусетс : New York Graphic Society, 1979. — ISBN 978-0821207451.
- Дер Мануелян, Люси. Weavers, Merchants, and Kings: The Inscribed Rugs of Armenia / Люси Дер Мануелян, Мюррей Ли-младший Эйланд. — Форт-Уэрт, Техас : Kimbell Art Museum, 1984. — ISBN 978-0912804170.
- Эйланд, Мюррей Ли-младший. Oriental Rugs from Pacific Collections. — Сан-Франциско, Калифорния : Bay Area Rug Society, 1990. — ISBN 978-0295972077.
- Доддс, Дэннис. Oriental Rugs from Atlantic Collections / Дэннис Доддс, Мюррей Ли-младший Эйланд. — Филадельфия, Пенсильвания : Philadelphia Eighth ICOC, 1996. — ISBN 978-1889666020.
- Эйланд, Мюррей Ли-младший. Oriental Rugs - A Complete Guide / Мюррей Ли-младший Эйланд, Мюррей Эйланд III. — переисправленная. — Лондон, Великобритания : Callmann & King Ltd., 1998. — ISBN 978-0821225486.
- Пиннер, Роберт. Oriental Carpet and Textile Studies: The Salting Carpets / Роберт Пиннер, Мюррей Ли-младший Эйланд. — Сан-Франциско, Калифорния : International Conference on Oriental Carpets, 1999. — ISBN 978-1889666051.
- Пиннер, Роберт. Between the Black Desert and the Red, Turkmen Carpets from the Wiedersperg Collection / Роберт Пиннер, Мюррей Ли-младший Эйланд. — Сан-Франциско, Калифорния : Fine Arts Museum, 1999. — ISBN 0884010996.
- Эйланд, Мюррей Ли-младший. Passages: Celebrating Rites of Passage in Inscribed Armenian Rugs. — Armenian Rugs Society (2002), 2002. — ISBN 978-0972115902.

#### Статьи
Туркоманы и научность, доктор Мюррей Л. Эйланд-младший, том 8/2
Темы в афшарском ткачестве, Мюррей Эйланд, Обзор выставки в Адрасканде, том 8/3
Книжное обозрение, Восточные ковры в Художественном музее Филадельфии, Чарльз Грант Эллис, Рецензирование Мюррея Л. Эйланда-младшего, том 8, № 4, с. 45
Взгляд на слово «Племя», Мюррей Л. Эйланд, Предупреждение об использовании ковровых этикеток, том. 9/5
Тибетские ковры в Адрасканде, обзор выставки Мюррея Л. Эйленда-младшего, заставляющая задуматься, чрезвычайно удовлетворяющая выставка, том 11/6
The Pregnant Boteh, обзор выставки Мюррея Л. Эйленда-младшего, № 125, том 16/2

#### Рецензии на книги
Эйланд, Мюррей, Обзор The Goddess from Anatolia, Джеймс Меллаарт, Белкис Балпинар и Удо Хирш, в рецензии Oriental Rug, том 10, No. 6 (август/сентябрь 1990 г.)
Предзнаменование искусства 21 века, в рецензии Oriental Rug 15:1, 1994 г., 42-46

#### Конференц-презентации
Самые ранние сохранившиеся турецкие ковры [The Earliest Suviving Turkish Carpets]. II Международная конференция по турецким и среднеазиатским коврам, Стамбул, Турция. Октябрь 14-17, 1994 г. {{cite conference}}: Проверьте значение даты: |date= (справка)
Домыслы о происхождении коврового ткачества в Тибете. 10-я выставка ковров в Музее текстиля. Ноябрь 9-11, 1984 г. {{cite conference}}: Проверьте значение даты: |date= (справка)
Разработка дизайна для деревенcких и кочевых ковров. Выставка A Weaver's Art May Fine в Музее искусств Сан-Франциско. 1979 г. {{cite conference}}: Проверьте значение даты: |date= (справка)
Комментарии о происхождении сефевидских ковров. V Международный конгресс иранского искусства и археологии, Тегеран, Исфахан, Шираз. Апрель 11-18, 1968 г. {{cite conference}}: Проверьте значение даты: |date= (справка)

#### Британская энциклопедия
Эйланд, Мюррей Л. Rug and carpet [Rug and carpet]. Encyclopædia Britannica (англ.). Архивировано 12 августа 2020. {{cite encyclopedia}}: Внешняя ссылка в |editor-link= (справка)

### Художественные книги
- The Sword of Telemon (The Orfeo Saga, #1), ISBN 978-1517042226
- The Emperor of Babylon (The Orfeo Saga, #2) ISBN 978-1518633072
- Zurga's Fire (The Orfeo Saga, #3) ISBN 978-1519278364
- The Wanderer's Last Journey (The Orfeo Saga, #4) ISBN 978-1519655790
- Return to Babylon (The Orfeo Saga, #5) ISBN 978-1537090535
- The Slave Boy (The Orfeo Saga, #6) ISBN 978-1543198492
- The Raid on Troy (The Orfeo Saga, # 7) ISBN 978-1545014035
- The Ishtar Cup (Bart Northcote, #1) ISBN 9781517362287
- A Search for Family (Bart Northcote, #2) ISBN 978-1522729495
- A New Family (Bart Northcote, #3) ISBN 978-1530056385
- Winchester's Bargain (Bart Northcote, #4) ISBN 978-1537783895

## Дальнейшее прочтение
- Китайские и экзотические ковры (рецензия на книгу). Antique Journal: 43. Декабрь 1980.
- Хосман, Патриция Р. (1980-01-15). Китайские и экзотические ковры (рецензия на книгу). Library Journal: 192.